# 카스틸리아노의 정리
카스틸리아노의 정리(Castigliano's theorems)는 중첩의 원리가 적용되는 선형탄성계에서 변형에너지로부터 변위나 하중을 구하는 방법을 제공하는 정리로, 이탈리아의 수학자이자 물리학자인 카를로 알베르토 카스틸리아노로부터 그 이름이 붙여졌다. 카스틸리아노의 정리를 이용해 변위나 하중을 구하는 방법을 카스틸리아노의 방법이라고도 한다.
카스틸리아노의 정리에는 두 가지가 있다.

## 카스틸리아노의 제1정리
“어떠한 탄성 구조물의 변형에너지를 변위 {\displaystyle \delta _{i}}의 함수로 나타낼 수 있다면, 변형에너지를 변위에 대해 편미분한 값은 하중 {\displaystyle P_{i}}와 같다.”
즉, 변형에너지를 {\displaystyle U}라고 하면,
{\displaystyle P_{i}={\frac {\partial U}{\partial \delta _{i}}}\quad \left(i=1,2,3,...,n\right)}

## 카스틸리아노의 제2정리
“어떠한 탄성 구조물의 변형에너지를 하중 {\displaystyle P_{i}}의 함수로 나타낼 수 있다면, 변형에너지를 하중에 대해 편미분한 값은 변위 {\displaystyle \delta _{i}}와 같다.”
{\displaystyle \delta _{i}={\frac {\partial U}{\partial P_{i}}}\quad \left(i=1,2,3,...,n\right)}

## 적용과 한계

### 적용 예
길이가 L, 휨강성이 EI인 외팔보의 자유단에 연직 중력방향으로 하중 {\displaystyle P_{1}}만이 작용할 때, 하중 작용점에서의 처짐 {\displaystyle \delta _{1}}을 구하기 위해 구조물의 변형에너지를 하중 {\displaystyle P_{1}}의 함수로 나타내면 다음과 같다. 단, 휨 변형만을 고려한 것이다.
{\displaystyle U={\frac {1}{2EI}}\int _{0}^{L}{\left(-P_{1}x\right)}^{2}dx={\frac {P_{1}^{2}L^{3}}{6EI}}}
카스틸리아노의 제2정리에 의해
{\displaystyle \delta _{1}={\frac {\partial U}{\partial P_{1}}}={\frac {P_{1}L^{3}}{3EI}}}

### 적용의 한계
카스틸리아노의 정리는 구조물 지점의 침하나 온도 변화 등에 따른 처짐의 계산에는 사용될 수 없다.

## 같이 보기
- 단위하중법
- 최소일의 방법